# Журне, Марсель
Марсе́ль Журне́ (фр. Marcel Journet; 25 июля 1867, Грасс — 25 сентября 1933, Виттель) — французский оперный певец (бас).
Учился в Парижской консерватории у Луи-Анри Обена, впервые выступил в 1891 году в городе Безьер (Бельгия) на представлении оперы Доницетти «Фаворитка». Три года спустя он был принят в труппу театра Ла Монне в Брюсселе, где снискал славу блестящего исполнителя басовых партий в операх «Ромео и Джульетта», «Лоэнгрин», «Фауст», «Фиделио». Журне также выступал в Париже, где пел, в частности, на французской премьере «Богемы» Пуччини. Мировая известность пришла к Журне в 1897, когда он дебютировал в лондонском театре Ковент-Гарден. Начиная с 1900 года в течение восьми сезонов пел в Метрополитен-опера в Нью-Йорке, затем вернулся в Париж, где бессменно выступал до 1931. Журне часто гастролировал в разных городах Европы и Америки: Монте-Карло, Мадриде, Барселоне, Чикаго и др., а в 1917—1927 регулярно появлялся в оперных спектаклях театра Ла Скала, часто под управлением Артуро Тосканини. Певческая карьера Журне длилась более сорока лет: в последний раз он вышел на сцену за год до смерти.
Обладая мощным, звучным голосом с огромным диапазоном, Журне с успехом пел не только басовые, но и баритоновые партии, например, барона Скарпиа в «Тоске». Его репертуар был весьма обширен: в него входили практически все крупные партии французских и итальянских опер, а также ряд ролей в сочинениях Вагнера. Сохранились записи Журне, подтверждающие высокое мастерство певца.